# Jordan Grand Prix
Jordan Grand Prix là đội đua xe ô tô Công thức 1 thi đấu trong khoảng thời gian từ năm 1991 đến 2005. Tên đội đua được đặt theo tên của người sáng lập, một doanh nhân người Ireland, ông Eddie Jordan. Đội có trụ sở tại Silverstone, Vương quốc Anh nhưng chạy đua với giấy phép của Ireland.
Có rất nhiều tay đua Công thức 1 tên tuổi đã từng là thành viên đội đua này như Rubens Barrichello, Giancarlo Fisichella, Ralf Schumacher, và đặc biệt là huyền thoại Công thức 1 người Đức Michael Schumacher.
Đầu năm 2005, đội được bán cho công ty Midland Group và sau đó thi đấu với tên gọi Midland F1.

### 1992: Mùa giải yếu kém với động cơ Yamaha

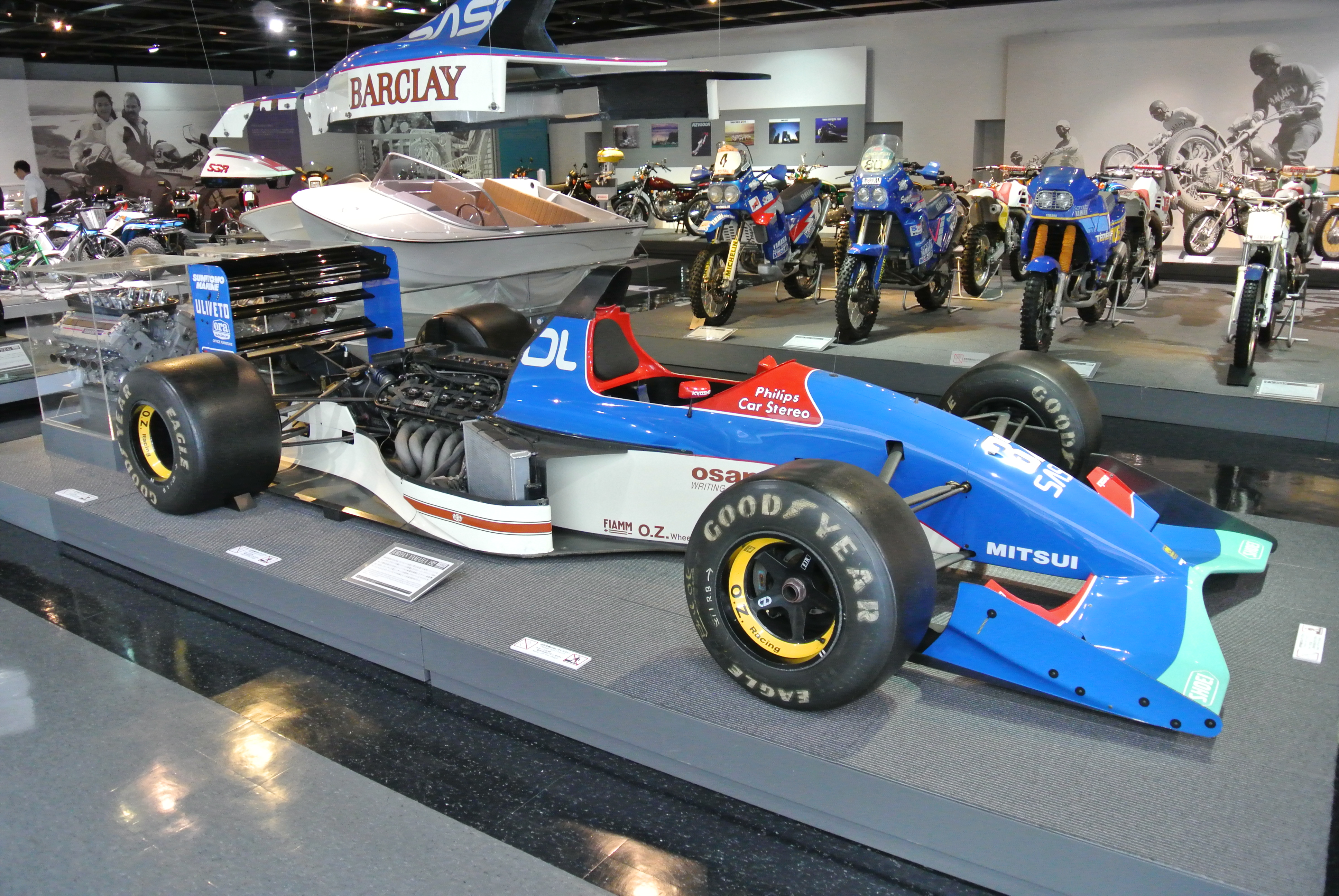
Chiếc xe Jordan 192 cho mùa giải Công thức 1 năm 1992

### 1993-1994: Sử dụng động cơ Hart

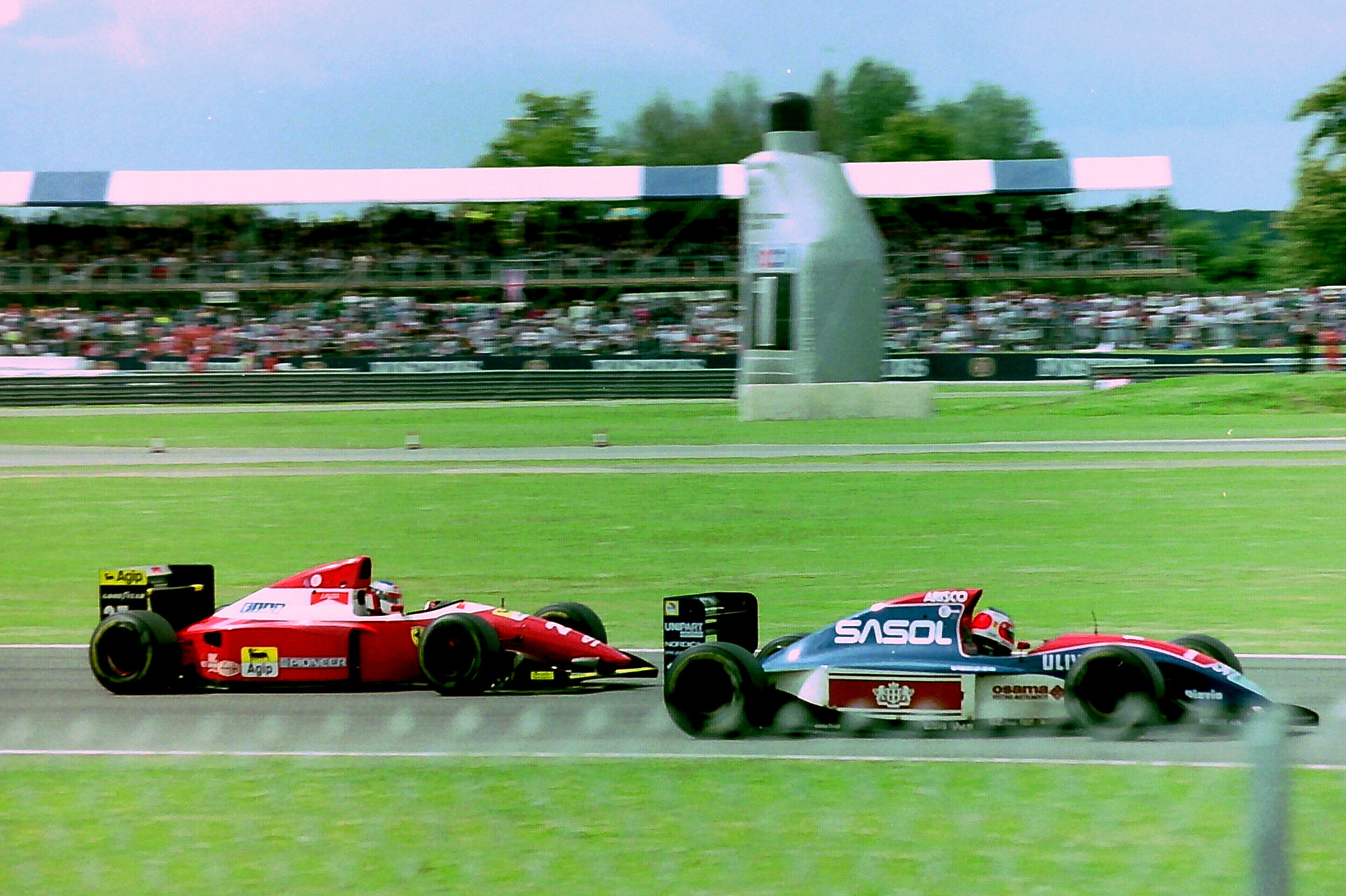
Jean Alesi và Rubens Barrichello đọ sức với nhau tại giải đua ô tô Công thức 1 Anh 1993

### 1995-1997: Sử dụng động cơ Peugeot

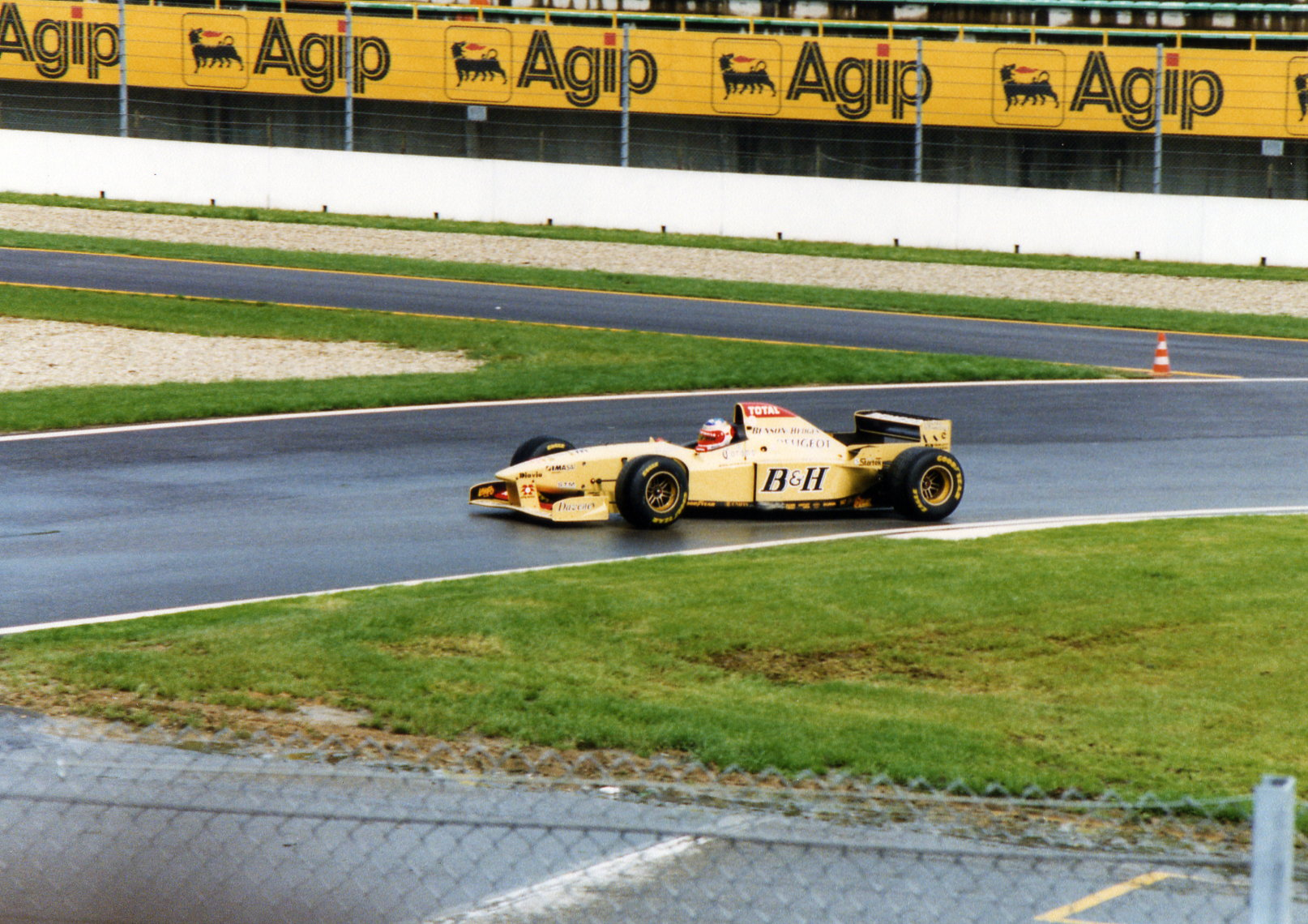
Rubens Barrichello ở giải đua ô tô Công thức 1 San Marino 1996 ở trường đua Imola

### 1998-1999: Những năm thành công cuối cùng

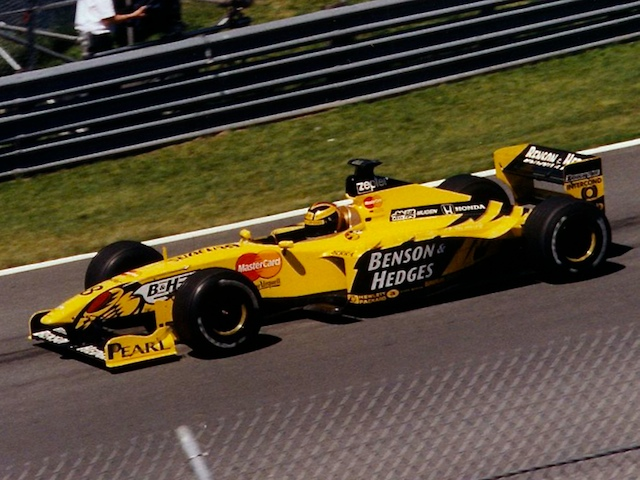
Heinz-Harald Frentzen ở giải đua ô tô Công thức 1 Canada 1999

## Lịch sử